# Нортгемптон Сэйнтс
«Нортгемптон Сэйнтс» (англ. Northampton Saints, «Святые из Нортгемптона») — английский регбийный клуб, выступающий в Премьер-лиге. Домашние игры регбисты проводят на арене «Франклинс Гарденс», способной вместить 15 500 зрителей. «Святые» — один из наиболее успешных коллективов страны. В профессиональную эпоху им покорились все возможные трофеи: Премьер-лига в 2014, Англо-валлийский кубок в 2010, Кубок Хейнекен в 2000, а в 2009 и 2014 годах и Европейский кубок вызова. 
Традиционные цвета команды — зелёный, чёрный и золотой. Самый принципиальный соперник «Сэйнтс» — «Лестер Тайгерс». Их встречи известны как дерби Восточного Мидленда.

## История

### Ранние годы
Клуб основан в 1880 г. под названием «Нортгемртон Сент-Джеймс». Инициатором создания выступил местный священник Сэмюэль Уоттен Уигг. Предполагается, что именно в память о нём возникли современные прозвища команды: «Сэйнтс»  и «Джиммиз» . По замыслу Уигга, регби должно было привнести порядок в жизнь его молодых коллег, «игра для хулиганов создана, чтобы сделать их джентльменами».
Прошло не так много времени, прежде чем «Сэйнтс» стали одной из ведущих команд Англии. Спустя двадцать лет после создания клуба местный игрок уже получил вызов в национальную сборную, им стал местный фермер Гарри Уэстон.
В начале XX века команда динамично развивалась. В немалой степени этому способствовала персона Эдгара Моббса. Он стал первым регбистом «Нортгемптона», получившим капитанскую повязку в сборной. Однако болельщикам куда лучше запомнились его подвиги в Первой мировой. Будучи не принятым на фронт по причине возраста (ему было 32 г. в 1914-м), он сформировал свою роту из спортсменов (англ. Sportsman's Company), также известную как «Личная рота Моббса» (англ. Mobbs' Own). Игрок был убит в бою 29 июля 1917 г., поведя свой отряд в атаку. Примечательно, что при этом он запускал регбийный мяч на территорию врага. В память об игроке и добровольце «Нортгемптон» ежегодно, с 1921 г. проводит мемориальный матч. На стадионе «Франклинс Гарденс» встречаются команды «Барбарианс» и «Ист Мидлендс».
После войны клуб продолжал прогрессировать. В течение шестидесяти лет «Нортгемптон» удерживал статус одной из сильнейших команд страны. Среди его воспитанников того времени несколько будущих капитанов сборной, а также знаменитые Баттерфилд, Джипс, Лонгсленд, Уайт и Джэйкобс. Однако дальнейшая история «Сэйнтс» не была столь безоблачной.
Клубу не хватало ресурсов, чтобы соответствовать всё нарастающим требованиям игры. Игроки высшего класса более не приглашались в команду, а между коллективом спортсменов и руководством возникла конфронтация. В 1988 г. некоторые бывшие игроки «Нортгемптона» объединились, чтобы провести смену директората и вернуть команду на лидирующие позиции.
Спортивный директор Барри Корлесс приступил к реорганизации, начав с приобретения новозеландского регбиста Уэйна «Бака» Шелфорда.
В 1990 г. «Сэйнтс» вышли в Первый дивизион, а в следующем сезоне вышли в финал Англо-валлийского кубка, уступив там «Харлекинс». Зачатки слаженной качественной игры начали проявляться именно тогда.
В сборной выступали как опытные «Джиммиз» (Тим Родбер, Иэн Хантер), так и молодёжь «Нортгемптона» (Мэтт Доусон, Ник Бил).
В 1994 г. спортивным директором стал Иэн Макгикэн. Первый же сезон под его руководством завершился вылетом из высшей лиги. Впрочем, во Втором дивизионе команда пробыла только год. «Нортгемптон» одержал победу во всех матчах того розыгрыша, набирая в среднем по 50 очков за игру. Среди болельщиков та кампания известна как «Разрушительное турне во Втором дивизионе».

### Профессиональный период
В 1995 г. английское регби перешло на коммерческую основу, и владельцем клуба стал местный бизнесмен Кит Барвелл.
В 1999 г. «Нортгемптон» занял второе место в Премьер-лиге. Кульминацией того сезона стала домашняя встреча-дерби с «Лестером». Победу со счётом 15–22 одержали гости, они же стали чемпионами. В конце предыдущего сезона свой пост покинул Макгикэн, вернувшийся к работе в сборной Шотландии, его место занял Джон Стил, в прошлом — игрок «Сэйнтс». Последний зарекомендовал себя в «Лондон Скоттиш», достигнув с клубом неплохих результатов в условиях ограниченности бюджета. Тренерское наследие Макгикэна и опыт капитана Пэта Лэма составили основу стратегии Стила в «Нортгемптоне».
В сезоне 1999/00 клуб перешёл на форму ОАО, были изданы акции. В 2000-м «Сэйнтс» играли в финалах двух турниров. Кампания по завоеванию Англо-валлийского кубка провалилась, «Лондон Уоспс» переиграли «святых». Достойной компенсацией стал кубок Хейнекен, главный европейский трофей, который «Нортгемптон» вырвал у ирландского «Манстера» (9-8).
Слабый старт в сезоне 2001/02 вынудил директорат приступить к поиску нового тренера. Должность занял Уэйн Смит. За пять месяцев ему удалось превратить невзрачно играющего аутсайдера в финалиста АВК. В 2001 г. началось спонсорское сотрудничество компании «Travis Perkins» с «Сэйнтс».
В дальнейшем команда вновь стала испытывать трудности, находясь на грани вылета из Премьер-лиги. В середине сезона 2004/05 был уволен Алан Соломонс, очередной наставник. Тренерские функции принял дуэт бывший «джиммиз» Баджа Портни и Пола Грэйсона. Сезон 2005-06 гг. уже привычно начался неудачно, однако после новогодних праздников команда в основном побеждала. В начале следующего розыгрыша Портни завершил карьеру, оставив Грэйсону всю широту полномочий.
«Нортгемптон» был среди соискателей кубка Хейнекен образца 2006/07 гг.. Команда заняла второе место в своей группе, пропустив вперёд «Биарриц Олимпик», финалистов в прошлом сезоне. Оба клуба встретились в четвертьфинале, и, несмотря на катастрофическое положение в лиге (последнее место), «Сэйнтс» обыграли чемпионов Франции со счётом 7-6.
28 апреля 2007 г. клуб вылетел из Премьер-лиге. «Нортгемптон» не спасла даже победа над «Лондон Айриш» в плеф-офф (27-22). Столь серьёзные перемены привели к скорому назначению Питера Слоуна главным тренером (ранее он работал только с нападающими). В ведении Грэйсона остались защитники.
9 июня 2007 г. наставником назначен Джим Моллиндер (до этого тренировавший «Ингланд Сэксонс», вторую сборную Англии). Его ассистент Дориан Уэст также вошёл в штаб «Нортгемптона».
22 марта 2008 г. одержана победа над «Эксетер Чифс», позволившая «святым» вернуться в Премьер-лигу. 12 апреля тот же соперник побеждён в финале Англо-валлийского кубка. Сезон 2007/08 во втором по значимости дивизионе стал своеобразным «отголоском» «Разрушительного тура» середины 90-х: «Нортгемптон» победил во всех встречах чемпионата.
Первый после перерыва сезон в высшей лиге прошёл спокойно, вылета удалось избежать (8-е место). «Сэйнтс» также завоевали Европейский кубок вызова, второе соревнование Европы. Оппонентом в решающем матче стал французский «Бургуин-Жалльё», счёт — 15–3.
Март 2010 г. ознаменован для подопечных Моллиндера победой в АВК, «Нортгемптон» переиграл «Глостер». Для «Сэйнтс» трофей стал четвёртым за три года. В актив можно занести и вице-чемпионство в Премьер-лиге. Полуфинальный матч против «Сарасинс» стал последним в плей-офф чемпионата, в кубке Хейнекен «Нортгемптон» дошёл до четвертьфинала, где был остановлен «Манстером».
В сезоне 2012/13 команда заняла четвёртое место в регулярном чемпионате и смогла выйти в финал года. Тем не менее, в решающем матче «Сэйнтс» уступили «Лестеру».

## Стадион
Вся история команды связана с ареной «Франклинс Гарденс». Стадион расположен неподалёку от центральной части города. На данный момент объект способен вместить 13 591 зрителей, предумсотрены 40 корпоративных лож. Планируется расширение до 17 000 мест за счёт реконструкции Северной трибуны. £40 млн в строительство вложит сеть супермаркетов «Asda». «Нортгемптон», в свою очередь, выделит часть тренировочной территории под новый магазин. В сезоне 2008/09 «Сэйнтс» уступили дома лишь однажды (соперник — «Ньюкасл»). Средняя посещаемость в текущем сезоне составляет 13 428 болельщиков.
24 января 2011 г. команда объявила о том, что домашний четвертьфинал кубка Хейнекен пройдёт на арене «Стэдиум:МК» в Милтон-Кинс. Стадион «Франклинс Гарденс» оказался слишком мал по регламенту соревнования (объект должен вмещать как минимум 15 тыс. человек).
Проведение игр на «Стэдиум:МК» возможно и в будущем, так как перестройка «Франклинс Гарденс» теперь представляется затруднительной.

## Достижения
| Профессиональные турниры - Чемпионат Англии по регби - Победитель: 2014, 2024 - Финалист: 2013 - Чемпионшип - Победитель (3): 1990, 1996, 2008 - Англо-валлийский кубок - Победитель: 2010 - Финалист (2): 2012, 2014 - Кубок Хейнекен - Победитель: 2000 - Финалист: 2011 - Европейский кубок вызова - Победитель (2): 2009, 2014 | Любительские турниры - Трофей EDF Energy - Победитель: 2008 - Авива Лига А - Победитель (2): 2009, 2017 - Финалист (4): 2004, 2008, 2014, 2016 - Миддлсекс Севенс - Победитель: 2003 |

## Текущий состав
Состав команды на сезон 2017/18:

## Известные игроки прошлых лет
- Рожер Риполь[исп.]